# Ottyniowice
Ottyniowice (ukr. Отиневичі) – wieś na Ukrainie w obwodzie lwowskim, w rejonie żydaczowskim.
Wieś położona 16 km na północny wschód od Żydaczowa i 48 km na południowy wschód od Lwowa, 23 km na południe od Bóbrki.

## Historia
W 1837 w Ottyniowicach urodził się Artur Grottger.
Na stulecie tego wydarzenia w 1937 odbyły się uroczystości w Ottyniowicach, podczas których na frontowej ścianie szkoły powszechnej odsłonięto tablicę upamiętniającą Artura Grottgera z inskrypcją o treści „Genialnemu twórcy Malarzowi,
Arturowi Grottgerowi Synowi Ziemi Ottyniowickiej w setną rocznicę urodzin – Rodacy z Ottyniówic i Chodorowa”.
Do 1945 w województwie lwowskim, w powiecie bóbreckim.